# Yves Herbet
Yves Hubert Marius Herbet (* 17. August 1945 in Villers-Cotterêts, Département Aisne; † 28. Juni 2024 in Alès, Département Gard) war ein französischer Fußballspieler und -trainer.

## Spielerkarriere

### In seinen Vereinen
Der 1,67 m kleine, schmächtige Mittelfeldspieler trat erstmals in Rampenlicht, als er 1962 den frankreichweiten Wettbewerb des jungen Fußballers gewann und bald darauf vom Erstdivisionär UA Sedan-Torcy verpflichtet wurde. Herbet brach daraufhin sein Studium der Wirtschaftswissenschaften ab und konzentrierte sich völlig auf den Sport. In der Liga schlossen die Ardenner in den folgenden Jahren nur im Tabellenmittelfeld ab, aber im Pokal erreichte die Elf 1965 das Finale. Darin kam es nach einem 2:2 n. V. gegen Stade Rennes UC zu einem Wiederholungsspiel, in dem Sedan trotz eines Herbet-Strafstoßes zur 1:0-Führung mit 1:3 unterlag. In diesem Sommer wurde Herbet auch zum A-Nationalspieler (siehe unten). 1966 wurde aus Sedan-Torcy durch eine Fusion Racing Paris-Sedan, und unter diesem Namen erreichte Sedans Mittelfeldspieler mit zwei fünften Rängen die beste Platzierung seiner gesamten Spielerlaufbahn. 1968 wechselte er zum amtierenden belgischen Meister RSC Anderlecht, nur zwölf Monate darauf nach Paris zum Red Star FC und ein weiteres Jahr später zum Division-1-Aufsteiger Stade Reims.
Auch bei Reims gehörte er unangefochten zur Stammformation, die die Saison 1970/71 in der oberen Tabellenhälfte beendete. Im Spätsommer 1971 allerdings kamen die Rot-Weißen sehr schlecht aus den Startlöchern, hatten aus den ersten sechs Ligaspielen lediglich einen einzigen Punkt gewonnen, und der technisch beschlagene, torgefährliche, aber sehr ruhige Yves Herbet gehörte zu den Spielern, denen diese Negativserie persönlich angelastet wurde. Er kam nur noch bei einem Pflichtspiel Mitte Oktober zum Einsatz, das Reims zu Hause gegen den FC Metz verlor, und wurde in der Winterpause an die AS Nancy abgegeben. Als Nancy 1974 in die zweite Division absteigen und seinen Mannschaftskader aus Kostengründen verkleinern musste, griff der ambitionierte Ligakonkurrent Olympique Avignon zu und sicherte sich Herbets Dienste. Nach Beendigung seiner ersten dortigen Spielzeit kehrte er mit der Elf aus der Provence in die höchste Liga zurück, allerdings nur für eine Saison; dennoch blieb er noch zwei weitere Jahre in Avignon, wechselte dann zum Nachbarn FC Martigues, mit dem der Aufstieg aber auch nicht gelang, und beendete 1980 seine Karriere, in der er es in Frankreich auf 359 Erstligaspiele gebracht und dabei 58 Treffer erzielt hatte.
Yves Herbet starb am 28. Juni 2024 in Alès im Alter von 78 Jahren.

#### Stationen
- 1963–1968: UA Sedan-Torcy (1966–1968 als Racing Paris-Sedan) (147/24)[8]
- 1968/69: RSC Anderlecht
- 1969/70: Red Star FC (34/4)
- 1970–12/1971: Stade Reims (45/5)
- 1/1972–1974: AS Nancy (100/19)
- 1974–1978: Olympique Avignon (33/6, nur 1975/76 in D1)
- 1978–1980: FC Martigues (in D2)

### In der Nationalmannschaft
Yves Herbet hatte bereits zahlreiche nationale Auswahlmannschaften durchlaufen (A-Jugend-, Militär- und Studenten-, Amateur-, B-Elf und Espoirs), ehe ihn Nationaltrainer Henri Guérin im Juni 1965 gegen Argentinien zu seinem ersten A-Länderspiel berief. Er gehörte auch zum französischen WM-Aufgebot 1966, wo er die beiden Vorrundenspiele gegen Uruguay und Gastgeber England bestritt und „in einer enttäuschenden Mannschaft noch der Beste“ war. Dennoch verlor er anschließend unter den kurzzeitigen Guérin-Nachfolgern Snella, Arribas und Fontaine seinen Stammplatz. Erst sein ab Juli 1967 für die Nationalelf verantwortlicher ehemaliger Sedaner Trainer Louis Dugauguez berief Herbet wieder häufiger und stellte ihn, wie bereits Guérin, wiederholt auch im Angriff auf. Zwischen März 1969 und September 1970 erneut nicht mehr berücksichtigt – wiederum hatte es einen Trainerwechsel gegeben –, griff Georges Boulogne angesichts Herbets Leistungen bei Stade Reims auf ihn zurück und nahm ihn um den Jahreswechsel 1970/1971 auch mit auf eine Südamerikareise.
Im Januar 1971 bestritt er dort, wie schon bei seinem Debüt erneut gegen Argentinien, das letzte seiner 16 Länderspiele, in denen ihm auch ein Treffer gelungen war. Auch gegen Mannschaften aus dem deutschsprachigen Raum kam Herbet zu einigen Einsätzen: zwei Mal gegen Luxemburg (1965 und 1966), je einmal gegen Belgien (1967) und Österreich (1970).

## Trainerlaufbahn
Ab 1980 trainierte Yves Herbet eine Vielzahl von Mannschaften; dabei blieben ihm große Erfolge allerdings verwehrt. Er begann diese zweite Karriere beim FC Martigues, dem letzten Verein, für den er noch selbst gespielt hatte (1980–1982 sowie erneut 1985–1988 und nochmals 1998/99). Auch bei Le Havre AC (1982/83), dem FC Sète (1983–1985), Cercle Laïque Dijon (1988–1990) und SO Châtellerault (1995/96) war er tätig, bis 1990 stets in der zweiten Division.
Von 1999 bis 2003 trainierte Herbet FUS de Rabat, den er 2001 zumindest zur marokkanischen Vizemeisterschaft führte. Anschließend war er kurzzeitig als Nationaltrainer Bahrains tätig, ehe er im Sommer 2003 nach Frankreich zurückkehrte, wo er 2004 interimistisch für den Drittligisten SCO Angers und danach noch bei einigen unterklassigen Amateurklubs in der Provence (Olympique Barbentane, ES Apt, FC Tarascon) arbeitete.

## Palmarès
- Französischer Pokalsieger: Finalist 1965
- 16 A-Länderspiele (1 Tor), WM-Teilnehmer 1966
- Gewinner des Concours du jeune footballeur 1962
- Marokkanischer Vizemeister: 2001 (als Trainer)